# Agalliopsis pepino
Agalliopsis pepino är en insektsart som beskrevs av Delong och Albert Burke Wolcott 1923 . Agalliopsis pepino ingår i släktet Agalliopsis och familjen dvärgstritar. Inga underarter finns listade i Catalogue of Life.